# Trattato di Amsterdam
Il Trattato di Amsterdam è uno dei trattati fondamentali dell'Unione europea ed è il primo tentativo di riformare le istituzioni europee in vista dell'allargamento dell'Unione europea. Venne firmato il 2 ottobre 1997 dagli allora 15 paesi dell'Unione europea ed è entrato in vigore il 1º maggio 1999.

## Storia
All'interno del trattato di Maastricht esisteva già una disposizione che invitava gli stati membri a convocare una Conferenza intergovernativa (CIG) per la sua revisione. Nel 1995 ciascuna istituzione presenta le proprie riflessioni e chiede di "andare oltre Maastricht": una relazione in tal senso viene presentata al Consiglio europeo di Madrid del dicembre 1995.
Proprio l'insoddisfazione alle modifiche istituzionali, spinse i capi di Stato e di governo a prospettare subito un'ulteriore modifica del sistema istituzionale "prima che l'Unione conti venti membri".
I paesi membri sono consapevoli della necessità di approfondire l'integrazione, soprattutto nei due nuovi "pilastri" introdotti appunto con il trattato che ha visto nascere l'UE. La CIG si apre al Consiglio europeo di Torino del 29 marzo 1996 e si conclude al Consiglio europeo informale di Noordwijk del 23 maggio 1997.
Il trattato firmato ad Amsterdam contiene innovazioni che vanno nella direzione di rafforzare l'unione politica, con nuove disposizioni nelle politiche di Libertà, sicurezza e giustizia, compresa la nascita della cooperazione di polizia e giudiziaria in materia penale, oltre all'integrazione di Schengen. Altre disposizioni chiarificano l'assetto della Politica estera e di sicurezza comune, con la quasi-integrazione dell'UEO, mentre viene data una rinfrescata (insufficiente) al sistema istituzionale, in vista dell'adesione dei nuovi membri dell'est.

## Contenuto
Il trattato di Amsterdam è caratterizzato da:
- rinumerazione degli articoli dei trattati comunitari;
- formalizzazione e regolamentazione della cosiddetta "cooperazione rafforzata";
- incorporamento degli Accordi di Schengen nel cosiddetto "primo pilastro";
- la dichiarazione che l'UEO è parte integrante del processo di integrazione europea"
- introduzione dell'occupazione nel "primo pilastro";
- inserimento dell'"Accordo Sociale" (firmato da 14 paesi) nel "primo pilastro".
- formalizzazione della "astensione costruttiva" in seno al consiglio europeo.

Il testo del trattato sottoscritto ad Amsterdam si compone di 15 articoli, 13 protocolli, 51 dichiarazioni comuni relative alle disposizioni dei trattati e dei protocolli ed 8 dichiarazioni di alcuni degli stati firmatari.